# Nie zuvor
Nie zuvor ist ein Lied der Band electra, das 1983 von Manuel von Senden komponiert und von Werner Karma getextet wurde. Von Senden war auch der Sänger des Stücks. Es erreichte im Jahr 1984 Rang neun in der Jahreshitparade der DDR.

## Geschichte
Produziert wurde das Stück von Klaus Peter Albrecht und Luise Mirsch. Der Komponist und Sänger Manuel von Senden war seit 1978 Mitglied von electra, die bis etwa 1980 vor allem Progressive Rock gespielt hatte.

## Beschreibung
Nie zuvor ist 4:25 Minuten lang. Das Popmusik-Lied ist durchgehend in einer Dur-Tonart im langsamen Viervierteltakt geschrieben. Die schlichte Melodie wird von Synthesizern und einer dezenten Rhythmusgruppe begleitet. Das Lied wird mit hoher, emphatischer Stimme gesungen.
Der Text handelt von der bevorstehenden Trennung des Sängers von seiner Partnerin (oder Partner); die Dauer der Trennung ist „unbestimmt“ und wird „Jahre“ betragen. Der Grund der Trennung wird nicht erwähnt. Das Lied wurde aber so interpretiert, dass der Sänger seinem Wehrdienst entgegensieht; In der ursprünglichen, nicht veröffentlichten Textversion Werner Karmas wurden explizit drei Jahre als Trennungszeit genannt, wie sie für die Dienstzeit als Unteroffizier auf Zeit obligatorisch waren.
Der Sänger appelliert an seine Partnerin: „Nie, nie zuvor hab’ ich so auf dich gebaut, um die Zeit zu übersteh’n.“

## Veröffentlichungen
- 1984: Vier Milliarden in einem Boot / Nie zuvor (Single, Amiga)
- 1985: Nie zuvor auf Augen der Sehnsucht (LP, Amiga)

sowie zahlreiche weitere Veröffentlichungen auf Samplern